# Частухоцвіті
Частухоцві́ті (Alismatales) — ряд однодольних рослин, що складається приблизно зі 165 родів в чотирнадцяти родинах. Вважаються найпримітивнішими однодольними квітковими рослинами, у зв'язку з чим деякі дослідники відносять їх до базальних представників класу дводольних. Представники ряду мають обмежене господарське значення: бульби та кореневища деяких видів придатні для вживання в їжу, проте їх культивування обмежене. Лише види цього ряду змогли заново колонізувати дно моря, утворивши підводні луки морських трав. 

## Опис

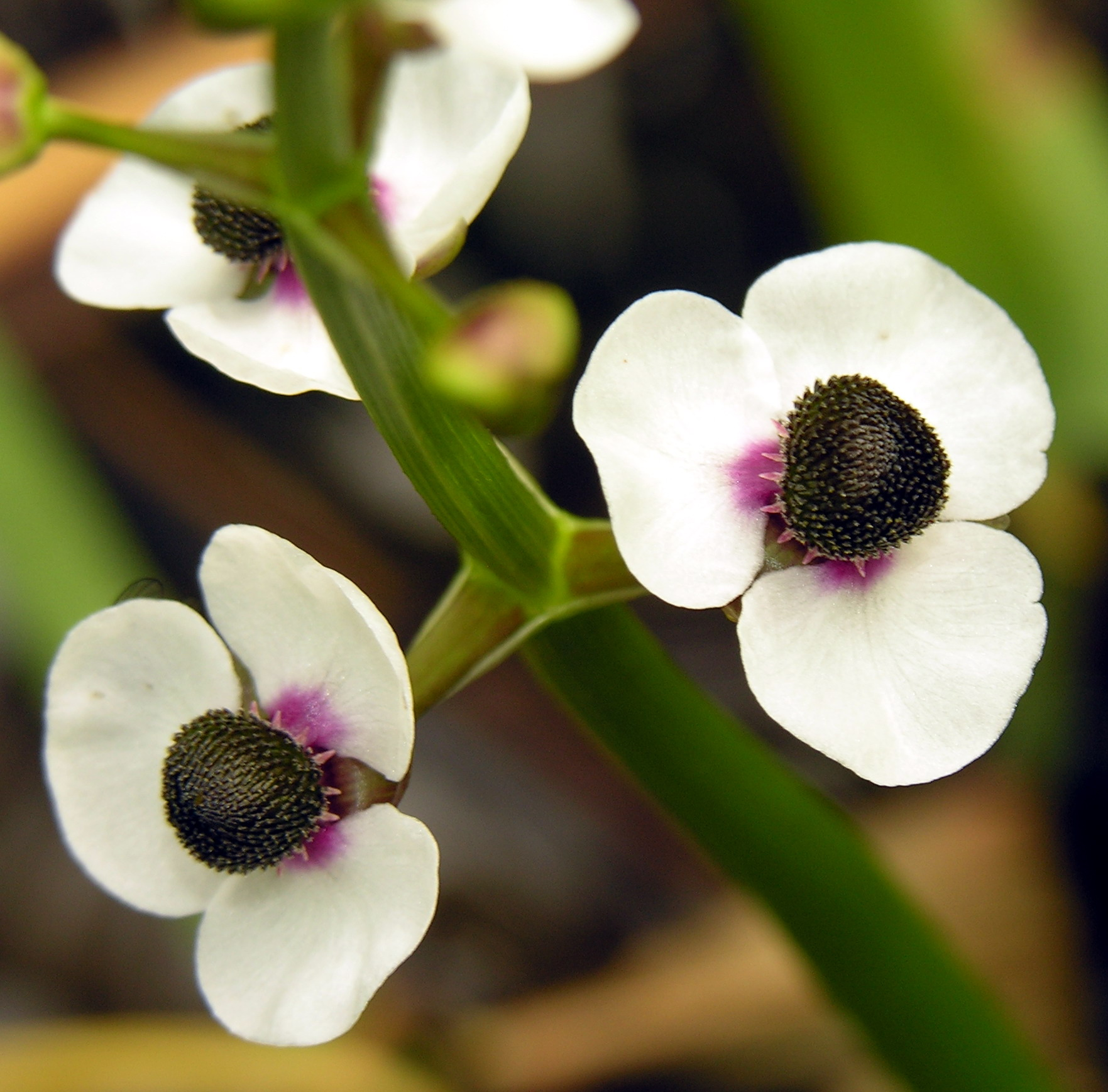
Квіти стрілиці звичайної

Більшість родин містить трав'янисті рослини, що зазвичай зростають у водному середовищі. Квітки, як правило, зібрані в суцвіття. Стиглі насінини не містять ендосперма. Тапетум пиляків периплазмоїдальний з одноядерними клітинами, а зародки часто зелені і містять запасні речовини. У всіх представників, крім більшості наземних або епіфітних  Araceae , в листкових піхвах є дрібні лусочки (внутрішньовагінальні лусочки, сквамули). Гінецей часто апокарпний, і формування ендосперму протікає по гелобіальному типу.

## Склад таксона
Раніше до порядку частухоцвітих відносили тільки три родини (Alismataceae, Butomaceae і Limnocharitaceae), інші ж родини розглядали як належні до інших порядків, що призводило до поліфілетічним групам. У системі класифікації APG II всю групу родин поміщено в єдиний ряд.
Родину Petrosaviaceae також іноді відносять до цього порядку.
Ряд Arales був визнаний спорідненим ряду Частухоцвітих і тепер включений до його складу. Внаслідок цього злиття родина Ароїдних стала найчисленнішою в ряді, нараховуючи понад 3000 видів в 113 родах. Інші разом узяті родини включають близько 500 видів.

## Морські трави

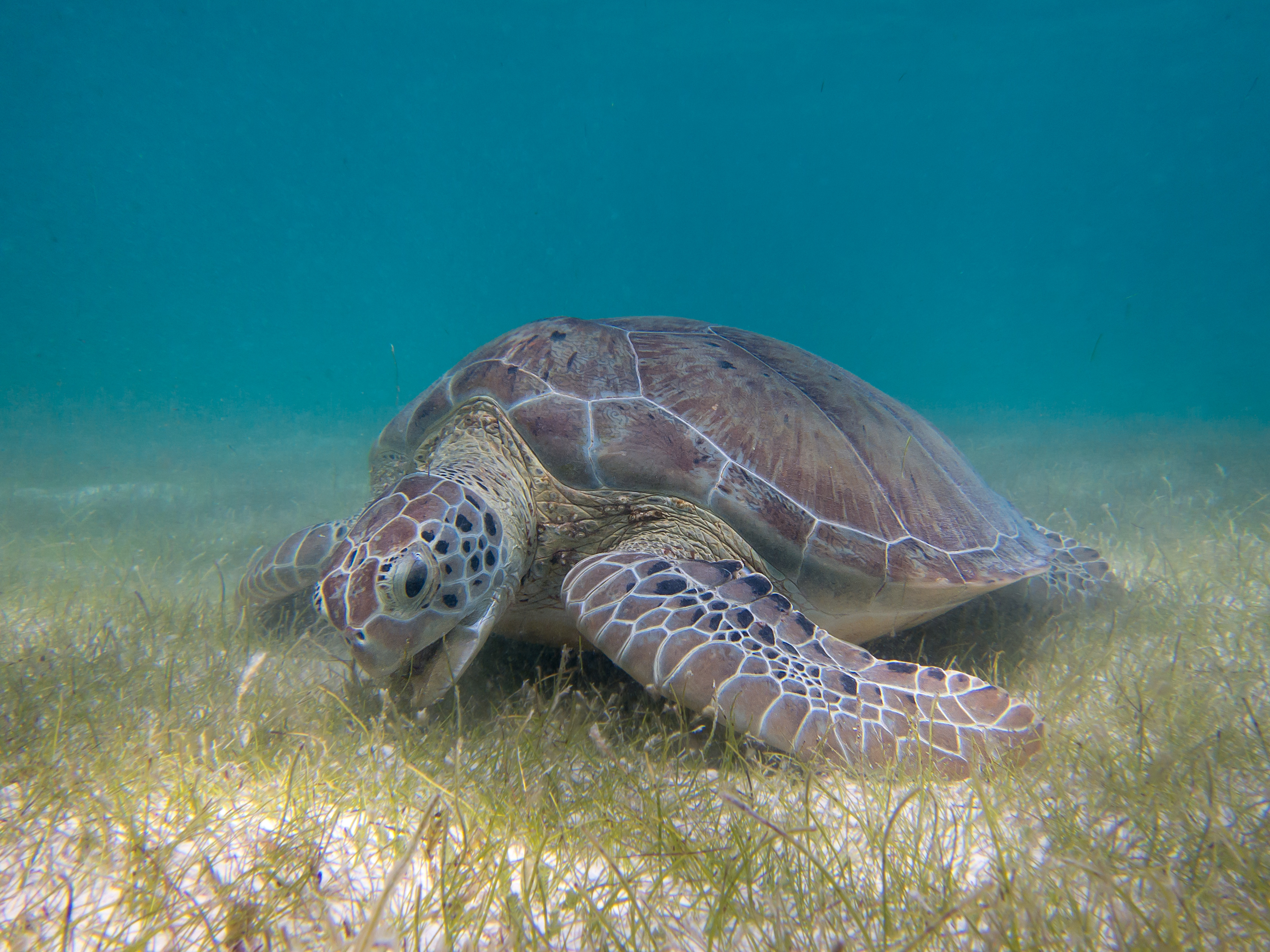
Chelonia mydas на морських луках з '

Лише рослини цього ряду повторно колонізували моря та океани, утворивши тка звані луки морських трав. Існує близько 60 видів в 12 родах повністю морських морських трав, які належать до чотирьох родин (Posidoniaceae, Zosteraceae, Hydrocharitaceae і Cymodoceaceae), всі в ряду Alismatales.

## Родини
- Частухові (Alismataceae)
- Апоногетонові (Aponogetonaceae)
- Кліщинцеві (Araceae)
- Сусакові (Butomaceae)
- Цимодоцієві (Cymodoceaceae)
- Жабурникові (Hydrocharitaceae)
- Ситниковидні (Juncaginaceae)
- Лімнохарисові (Limnocharitaceae(інші мови))
- Посидонієві (Posidoniaceae)
- Рдесникові (Potamogetonaceae)
- Рупієві (Ruppiaceae)
- Шейхцерієві (Scheuchzeriaceae)
- Тофільдієві (Tofieldiaceae)
- Камкові (Zosteraceae)